# Saint-Jean-les-Deux-Jumeaux
Saint-Jean-les-Deux-Jumeaux és un municipi francès, situat al departament de Sena i Marne i a la regió de Illa de França. L'any 2007 tenia 1.213 habitants.
Forma part del cantó de La Ferté-sous-Jouarre, del districte de Meaux i de la Comunitat de comunes del Pays fertois.

## Demografia

### Població
El 2007 la població de fet de Saint-Jean-les-Deux-Jumeaux era de 1.213 persones. Hi havia 398 famílies, de les quals 85 eren unipersonals (24 homes vivint sols i 61 dones vivint soles), 122 parelles sense fills, 171 parelles amb fills i 20 famílies monoparentals amb fills.
La població ha evolucionat segons el següent gràfic:
Habitants censats

### Habitatges
El 2007 hi havia 488 habitatges, 414 eren l'habitatge principal de la família, 28 eren segones residències i 46 estaven desocupats. 466 eren cases i 19 eren apartaments. Dels 414 habitatges principals, 335 estaven ocupats pels seus propietaris, 65 estaven llogats i ocupats pels llogaters i 14 estaven cedits a títol gratuït; 2 tenien una cambra, 17 en tenien dues, 83 en tenien tres, 115 en tenien quatre i 197 en tenien cinc o més. 304 habitatges disposaven pel capbaix d'una plaça de pàrquing. A 156 habitatges hi havia un automòbil i a 200 n'hi havia dos o més.

### Piràmide de població
La piràmide de població per edats i sexe el 2009 era:
| Homes | Edats   | Dones |
| ----- | ------- | ----- |
| 0     | 95 o +  | 8     |
| 4     | 90 a 94 | 12    |
| 8     | 85 a 89 | 24    |
| 16    | 80 a 84 | 4     |
| 20    | 75 a 79 | 28    |
| 32    | 70 a 74 | 40    |
| 24    | 65 a 69 | 36    |
| 24    | 60 a 64 | 16    |
| 52    | 55 a 59 | 36    |
| 72    | 50 a 54 | 40    |
| 64    | 45 a 49 | 32    |
| 52    | 40 a 44 | 56    |
| 28    | 35 a 39 | 72    |
| 40    | 30 a 34 | 16    |
| 20    | 25 a 29 | 28    |
| 16    | 20 a 24 | 16    |
| 76    | 15 a 19 | 24    |
| 40    | 10 a 14 | 44    |
| 20    | 5 a 9   | 48    |
| 36    | 0 a 4   | 24    |

## Economia
El 2007 la població en edat de treballar era de 772 persones, 584 eren actives i 188 eren inactives. De les 584 persones actives 525 estaven ocupades (280 homes i 245 dones) i 59 estaven aturades (29 homes i 30 dones). De les 188 persones inactives 59 estaven jubilades, 64 estaven estudiant i 65 estaven classificades com a «altres inactius».

### Ingressos
El 2009 a Saint-Jean-les-Deux-Jumeaux hi havia 421 unitats fiscals que integraven 1.141 persones, la mediana anual d'ingressos fiscals per persona era de 22.717 €.

### Activitats econòmiques
Dels 46 establiments que hi havia el 2007, 1 era d'una empresa alimentària, 1 d'una empresa de fabricació d'altres productes industrials, 10 d'empreses de construcció, 10 d'empreses de comerç i reparació d'automòbils, 4 d'empreses de transport, 4 d'empreses d'hostatgeria i restauració, 4 d'empreses immobiliàries, 7 d'empreses de serveis, 2 d'entitats de l'administració pública i 3 d'empreses classificades com a «altres activitats de serveis».
Dels 13 establiments de servei als particulars que hi havia el 2009, 2 eren tallers de reparació d'automòbils i de material agrícola, 1 paleta, 2 guixaires pintors, 2 fusteries, 1 lampisteria, 2 electricistes, 1 perruqueria, 1 restaurant i 1 agència immobiliària.
Dels 3 establiments comercials que hi havia el 2009, 1 era una botiga de més de 120 m², 1 una botiga de menys de 120 m² i 1 una peixateria.
L'any 2000 a Saint-Jean-les-Deux-Jumeaux hi havia 9 explotacions agrícoles que ocupaven un total de 905 hectàrees.

## Equipaments sanitaris i escolars
El 2009 hi havia 1 un hospital de tractaments de llarga durada i 1 farmàcia.
El 2009 hi havia 2 escoles elementals.

## Poblacions més properes
El següent diagrama mostra les poblacions més properes.